# Selena FM
Selena este un producător internațional de spume poliuretanice, etanșanți și adezivi, distribuind produse în peste 50 de țări de pe patru continente.
Cu nouă unități de producție și 17 filiale la nivel global, incluzând România, Selena comercializează circa 10% din totalul spumelor poliuretanice din lume.
Restul unităților de producție se află în Polonia, Germania, Italia, Brazilia și Coreea de Sud.
Grupul Selena este al patrulea producător mondial de spume poliuretanice utilizate pentru montarea ușilor și ferestrelor  și pentru etanșare în construcții.
Grupul cuprinde 25 de companii, iar brandurile sale principale sunt TYTAN și ARTELIT.
Începând cu data de 18 aprilie 2008, compania este listată la bursa din Varșovia.
Cifra de afaceri:
| Anul          | 2006 | 2004 |
| ------------- | ---- | ---- |
| milioane euro | 110  | 70   |

## Selena în România
Compania este prezentă pe piața românească din anul 2000, Selena România fiind prima reprezentanță în afara Poloniei.
Principalii competitori pe piața din România sunt companiile Henkel (Germania), Den Braven (Olanda) și Sudal (Belgia).
Compania distribuie în principal spumă poliuretanică, utilizată în izolații, precum și adezivi pentru pardoseli, adezivi de montaj, benzi adezive, precum și produse pentru acoperișuri.
Cifra de afaceri:
| Anul          | 2007 | 2006 | 2005 |
| ------------- | ---- | ---- | ---- |
| milioane euro | 6    | 5,2  | 4    |